# جو سومنر
جو سومنر (بالإنجليزية: Joe Sumner)‏ هو عازف قيثارة ومغني وكاتب أغاني بريطاني، ولد في 23 نوفمبر 1976.

## وصلات خارجية
- جو سومنر على موقع IMDb (الإنجليزية)
- جو سومنر على موقع ميوزك برينز (الإنجليزية)
- جو سومنر على موقع ديسكوغز (الإنجليزية)